# Carl Dreher
Carl Dreher (16 de febrero de 1896–13 de julio de 1976) fue un ingeniero electrónico, dos veces nominado como ingeniero de sonido a los "Academy Award", y un autor que se basó en tópicos técnicos y científicos. Directamente involucrado con dos revoluciones tecnológicas, la introducción de las emisoras de radio y el desarrollo de cine sonoro, observó que “Ninguna forma de comunicación estaba segura de la innovación electrónica.”

## Ingeniero de radio
Dreher nació en Viena, Austria en 1896, y emigró a los Estados Unidos en 1899. A principios de 1908 operaba en una estación de radio amateur residiendo en el Bronx y en 1916 se cualificó para ejercer como comercial de radio de primer grado. Atendía sus clases en el CCNY (City College of New York) y consiguió graduarse en 1913. Más tarde se inscribió en CCNY, donde su primer instructor fue en doctor Alfred N. Goldsmith. Los Estados Unidos se unieron a la Primera Guerra Mundial en abril de 1917 y Dreher recibió su grado en mayo, un mes antes de lo previsto con la condición de que tomase una posición civil que ayudase en la guerra. Empezó de empleado en la compañía inalámbrica telegráfica de América, trabajando en contratos de guerra en la tienda de prueba de la compañía situada en Aldene, Nueva Jersey. También pasó a ser un miembro del IRE (Institute of Radio Engineers).
En 1919 la compañía en la que trabajaba fue comprada por la multinacional “General Electric” que le cambió el nombre a RCA (Radio Corporation of America). Desde 1921 hasta 1923 Dreher trabajó como ingeniero operativo en una de las estaciones radiotelegráfica perteneciente a RCA localizada en Riverhead, Long Island. En mayo de 1923 RCA estableció dos nuevas estaciones de emisión, WJC (ahora WABC) y WJY. Dreher fue inicialmente el director de operaciones de control pero en poco tiempo fue promovido a ingeniero encargado. Aprovechando su experiencia publicó artículos de radio tecnología y del inicio de la industria de la emisión, incluyendo la entrada mensual en “As the Broadcaster Sees It”.

## Ingeniero de sonido
En 1922 Dreher había participado en las críticas de Charles A. Hoxie. Se demostró que era poco práctico para ese propósito pero más tarde se desarrolló en el proceso de la película sonora “Photophone sound-on-film”. En marzo de 1928 un subdiario de RCA se incorporó en el orden para promover “Photophone” y Dreher se convirtió en jefe ingeniero de su compañía.
En octubre de 1928, RCA se unió con Joseph P. Kennedy para formar el estudio RKO (Radio-Keith-Orpheum) en Hollywood, California. un año después Dreher se convirtió el director del estudio, lo que se tradujo a un aumento de su salario al doble. Mientras en RKO, desarrolló un micrófono parabólico, y escribió de forma regular sobre los cambios tecnológicos de aquella época. Durante esta etapa de su vida, Dreher fue nominado a dos “Sound Recording Academy Awards”, por las películas “The Gay Divorce” y “I Dream Too Much”.
RKO se formó con la idea de que se convirtiese en una de las empresas más grandes en la industria del cine. Sin embargo, debido a efectos de la “Gran Depresión”, más la mala gestión y organización general, the company went into a bankruptcy receivership that lasted for seven years.

## Escritor
Las obras de Dreher se remontan a 1915 cuando publicaba una columna mensual, “Wireless for Amateurs”, para el “Rockville Center Owl”. Desilusionado por el caos y el constante y poco efectivo programa de reorganización de RKO, en 1936, con cuarenta años de edad decidió dejar de trabajar para convertirse en un escritor independiente a tiempo completo.
Tuvo éxito en su nueva carrera, escribió créditos para múltiples publicaciones incluyendo “Popular Science”, “The Rotarian”, “Harpers”, y “The Journal of the Society of Motion Picture Engineers, además de ser editor científico para “The Nation”. Su libro final, “Sarnoff: An American Succes”, fue publicado después de su muerte en 1977. Se conoce mejor por el mito de que en 1912 David Sarnoff, mientras trabajaba como operador de radiotelegrafía en la ciudad de Nueva York, fue la primera persona en escuchar la llamada de socorro enviada por el “RMS Titanic” y en operar como el contacto principal en las comunicaciones subsiguientes.

## Filmografía
- The Gay Divorce (1934)
- I Dream Too Much (1935)

## Premios y distinciones
Premios Óscar
| Año  | Categoría    | Película             | Resultado |
| ---- | ------------ | -------------------- | --------- |
| 1935 | Mejor sonido | La alegre divorciada | Nominado  |
| 1936 | Mejor sonido | Canción de amor      | Nominado  |